# Teresa Trzebunia
Teresa Józefa Trzebunia, po mężu Mrowca–Kuscorz (ur. 23 września 1934 w Zakopanem, zm. 5 maja 2022) – polska narciarka, olimpijka z Innsbrucku 1964.
Na igrzyskach olimpijskich w 1964 zajęła 23. miejsce w biegu na 5 km, 24. miejsce w biegu na 10 km oraz 7. miejsce w sztafecie 3 × 5 km (partnerkami były: Czesława Stopka i Stefania Biegun).
Była ciotką olimpijczyka Bronisława Trzebuni.